# تفرق
تفرق بلدية جزائرية تابعة لدائرة جعافرة ولاية برج بوعريريج، تقع شمال الولاية و تبعد عن مقر الولاية بحوالي 32 كلم و يقطنها حوالي 2300 نسمة